# Nichtbank
In der Volkswirtschaftslehre und der Bankbetriebslehre versteht man unter einer Nichtbank allgemein einen Geldnachfrager oder -anbieter in realwirtschaftlichen Sektoren, also insbesondere die privaten Haushalte, Unternehmen, den Staat und das Ausland, sofern nicht kreditwirtschaftlich tätig.

## Allgemeines
Wissenschaft und Statistik haben sich zur Vereinfachung entschieden, mit „Nichtbank“ eine Negation vom Begriff Bankwesen zu wählen, um zu verdeutlichen, dass alle Sektoren außerhalb der Kreditwirtschaft gemeint sind. Der Begriff dient damit der Abgrenzung zum Finanzwesen, also den Kreditinstituten einschließlich Zentralbank, insbesondere bei der Bundesbank.

## Statistische Aufbereitung
Die Bundesbank und andere Zentralbanken verwenden in ihren volkswirtschaftlichen Statistiken den Begriff Nichtbank oder Nicht-MFI zur Abgrenzung des monetären Sektors von den übrigen Sektoren. In ihren entsprechenden Statistiken fasst sie im Rahmen einer Aggregation alle Sektoren zusammen, die nicht zum Kreditwesen gehören. Das Statistische Bundesamt definiert Nichtbanken als „private Haushalte einschließlich der privaten Organisationen ohne Erwerbscharakter (z. B. Vereine, Kirchen), Unternehmen (außer Banken) und öffentliche Haushalte“.

## Abgrenzungen
So wird etwa die deutsche EWU-Zinsstatistik von der Deutschen Bundesbank erhoben und ist eine auf einheitlicher Methodik basierende, volumengewichtete Stichprobe von etwa 200 in Deutschland ansässigen Banken und Bausparkassen (MFIs). Sie hat die bis Juni 2003 gültige Bundesbank-Zinsstatistik ersetzt. Ähnlich geht die EZB bei ihren Publikationen vor und unterscheidet zwischen dem MFI- und dem Nicht-MFI-Sektor. Nichtbanken nach dieser Aggregation sind somit alle Kunden von Kreditinstituten, sofern sie nicht selbst als MFI gelten (etwa beim Interbankenhandel). Ein Finanzinstitut, das Einlagen entgegennimmt, die nach der statistischen Abgrenzung der Europäischen Zentralbank zur Geldmenge zählen, und das Kredite gewährt und/oder in Wertpapiere investiert, gehört automatisch zu den MFIs. Auch Geldmarktfonds werden deshalb zu den MFIs gerechnet. Obwohl vom Geschäftszweck her weitgehend eine finanzielle Organisation, bilden Versicherungen Teil des Nichtbankensektors. Zu den Akteuren des Nichtbankensektors gehören zudem private Organisationen ohne Erwerbscharakter (z. B. Vereine oder Kirchen).

## Sonstiges
Es lassen sich insbesondere drei Gründe für das Halten von Geld für Nichtbanken ausmachen (siehe auch Geldnachfrage):
- Geldhaltung zur Abwicklung von Transaktionen (Transaktionskasse im engeren Sinne);
- Geldhaltung aus Sicherheitsgründen zur Abwicklung unvorhergesehener Verpflichtungen (Vorsichtskasse, Teil der Transaktionskasse im weiteren Sinne);
- Geldhaltung aus spekulativen Gründen zur Realisierung erwarteter Wertpapierkursgewinne bzw. Vermeidung erwarteter Wertpapierkursverluste (Spekulationskasse).